# Debaryomyces coudertii
Debaryomyces coudertii är en svampart som beskrevs av Saëz 1960. Debaryomyces coudertii ingår i släktet Debaryomyces, ordningen Saccharomycetales, klassen Saccharomycetes, divisionen sporsäcksvampar och riket svampar.   Inga underarter finns listade i Catalogue of Life.